# Acinodendron cymosa
Acinodendron cymosa är en tvåhjärtbladig växtart som beskrevs av Constantine Samuel Rafinesque. Acinodendron cymosa ingår i släktet Acinodendron och familjen Melastomataceae. Inga underarter finns listade i Catalogue of Life.